# Iranšaher
Iranšaher (perz. ایرانشهر) je grad u pokrajini Sistan i Beludžistan na jugoistoku Irana. Nalazi se 250 km južno od pokrajinskog sjedišta Zahedana, 210 km sjeverno od Čabahara, 160 km zapadno od Saravana, te 20 km istočno od Bampura. Zemljopisno je smješten na području gdje se prožimaju Istočnoiranski masiv i geološka depresija Hamun-e Džaz-Murijan, na nadmorskoj visini od 556 m. Područjem oko grada prevladava vruća pustinjska klima (BWh) s prosječnom godišnjom temperaturom od 27,9 °C, koja može varirati od minimalnih –6 °C u prosincu do maksimalnih 50 °C u kolovozu. Prosječna godišnja količina padalina iznosi 114,7 mm, prosječna vlažnost 31,3 %, a broj godišnjih sunčanih dana 3200. Iranšaher je cestom 92 povezan sa Zabolijem na istoku odnosno Bampurom na zapadu, cestom 95 s Hašom i Zahedanom na sjeveru odnosno Rasakom i Čabaharom na jugu, te cestom 93 s Nikšaherom na jugozapadu odnosno Bamom i Kermanom na sjeverozapadu. Sjeveroistočno od grada nalazi se Zračna luka Iranšaher koja se koristi za domaće letove. Prema popisu stanovništva iz 2006. godine u Iranšaheru je živjelo 100.642 ljudi.

## Unutarnje poveznice
- iranski okruzi
- Sistan i Beludžistan

## Vanjske poveznice
- (perz.) Službene stranice grada Iranšahera  Arhivirana inačica izvorne stranice od 3. studenoga 2017. (Wayback Machine)

Ostali projekti
|  | Zajednički poslužitelj ima još gradiva o temi Iranšaher |